# Assalt al castell d'Alaró
L'assalt al castell d'Alaró va ser una de les batalles de la Croada contra la Corona d'Aragó, amb el resultat de la derrota mallorquina i la confiscació del Regne de Mallorca per Pere el Gran.

## Antecedents
El papa Martí IV, que havia succeït Climent IV, Carles I d'Anjou, va declarar al rei Pere el Gran privat dels seus regnes, i donà la investidura del Regne de Sicília a Carles I d'Anjou.
Els francesos ocuparen la Vall d'Aran, però no pogueren seguir avançant en territori català. L'any següent ho provaren amb les tropes que tenien al regne de Navarra, però també fracassaren, i en el contraatac catalano-aragonès de l'any 1284, assetjaren Tudela. El 1285 els francesos entraren pel territori rossellonés de Jaume II de Mallorca amb un exèrcit de 100.000 infants, 16.000 cavallers i 17.000 ballesters comandat pel mateix rei de França, Felip l'Ardit, i acamparen a Elna i Perpinyà, creuant pel Pas de la Massana el juny. Els catalans, van aplicar la terra cremada, i els francesos entraren a Castelló d'Empúries, Girona, Figueres, Roses, Sant Feliu de Guíxols i Blanes, i Peralada fou destruïda sense aconseguir rendir-la.
L'estol català, provinent de Sicília comandat per Roger de Llúria havia derrotat la flota francesa a la batalla naval de les Formigues, recuperant el territori del nord. En aquell moment la disenteria s'estengué entre els francesos, que envoltats, sense proveïments i malalts, hagueren de retirar-se, però es trobaren la retirada tallada als Coll de Panissars on foren massacrats. Els francesos van rendir les places que encara tenien a l'Empordà i la ciutat de Girona, però controlaven el Rosselló.
Pere el Gran va decidir-se llavors a atacar el Regne de Mallorca, preparant un estol a Salou, atacant primer les Illes Balears, sent el primer objectiu l'illa de Mallorca. Un cop desembarcats, Ponç Saguàrdia, el lloctinent del rei Jaume II de Mallorca rendeix la ciutat de Mallorca al rei Alfons i els síndics dels pobles de Mallorca juren homenatge al rei.

## Batalla
Un cop ocupada tota l'illa, el 25 de novembre de 1285, mentre Jaume II de Mallorca està a Perpinyà, Alfons el Franc insta a la rendició a l'alcaid del castell d'Alaró, Ramon Ballester, però finalment el 30 de desembre es produeix l'Assalt al castell d'Alaró on la guarnició estava formada pel mateix Ramon Ballester, Guillem Capello (Cabrit), Guillem Bassa, Arnau Ramon, Lleonard Marsello i Albert Perpinyà.

## Conseqüències
Els defensors del Castell d'Alaró foren cremats vius com a represalia un cop conquerit el castell i els seus béns confiscats.
El regne de Jaume II de Mallorca fou confiscat però Pere el Gran no pogué veure els resultats de l'expedició en morir pocs dies després. La mort d'Alfons el Franc el 1291 donà origen, quatre anys més tard, a un gran conflicte entre Catalunya i Sicília, car Jaume el Just fou proclamat comte rei de la Corona d'Aragó i delegà el regne de Sicília en el seu germà petit, Frederic.
Després de la mort de Jaume III de Mallorca a la batalla de Llucmajor (1349), el Regne de Mallorca es reintegrarà a la Corona d'Aragó, i el 1443, amb la conquesta del Regne de Nàpols es completaria la reunificació del Regne de Sicília sota el regnat d'Alfons el Magnànim.